# Francesca Bagnoli
Francesca Bagnoli (Livorno, 28 marzo 1994) è una surfista italiana campionessa nazionale kitesurf e attuale vice campionessa del mondo nella categoria freestyle.

## Biografia
La sua carriera da atleta agonista inizia come ginnasta. In seguito, guardando il padre allenarsi, passa al kitesurf freestyle.
Trasferitasi in Sicilia, nel settembre 2012 partecipa per la prima volta ai campionati italiani a Frassanito, in provincia di Lecce, venendo eliminata.
Nel giugno 2013 diventa campionessa italiana della categoria freestyle a i campionati nazionali tenutisi nella spiaggia Salto Di Fondi a Terracina. Nel 2014 vince il suo secondo titolo italiano. Si qualifica inoltre seconda nel campionato europeo di Gizzeria.
Nel 2015 ottiene il terzo titolo italiano e prende inoltre parte a due gare del tour mondiale, senza superare le qualificazioni. Nello stesso anno vince una competizione ufficiale di wakeboarding a Latina.
Nel 2016 in Sardegna diviene campionessa italiana per la quarta volta mentre a livello internazionale partecipa a due eventi del circuito mondiale, arrivando a un passo dalle semifinali al Leucate Kiteboarding Grand Slam in Francia mentre non supera le eliminatorie al Pringles Kitesurf World Cup in Germania non riesce a superare le eliminatorie.
Nel 2017 conquista il quinto titolo italiano. A livello mondiale ottiene il terzo posto nella tappa della World Kiteboarding League a Leucate. Per i risultati ottenuti, a fine stagione occupa il terzo posto nella classifica mondiale della disciplina freestyle.
Ottiene il sesto titolo italiano nel 2018. A settembre prende parte al campionato del mondo, con la prima tappa in Turchia, dove si classifica terza. Nella seconda tappa del Campionato del Mondo a Dakhla in Marocco, Francesca si classifica seconda nella categoria Elite Women. Nella terza e ultima tappa dei Campionati del Mondo in Brasile si classifica ancora una volta al secondo posto, guadagnandosi il titolo di vice campionessa del mondo 2018 nella classifica generale .

## Titoli vinti
| Torneo                          | 2013 | 2014 | 2015 | 2016 | 2017 | 2018 |
| ------------------------------- | ---- | ---- | ---- | ---- | ---- | ---- |
| Campionato italiano di kitesurf | 1˚   | 1˚   | 1˚   | 1˚   | 1˚   | 1˚   |
| Campionato europeo di kitesurf  |      | 2˚   |      |      |      |      |
| Campionato mondiale di kitesurf |      |      |      |      | 3˚   | 3˚   |